# Купер, Адам
Адам Джонатан Купер (англ. Adam Jonathan Kuper; род. 29 декабря 1941, Йоханнесбург, Трансвааль) — британский социальный антрополог. Доктор философии, профессор ЛШЭ, а прежде — университетов Брунеля и Лейдена. Член Британской академии (2000, эмерит). Лауреат Huxley Medal. Специалист по этнографии Южной Африки.
Племянник антрополога Х. Купер (Hilda Kuper), оказавшей влияние на выбор им жизненного пути (профессии).
Покинув ЮАР, учился в Кембридже у М. Фортеса и Дж. Гуди. В 1966 защитил там докторскую по антропологии.
Являлся первым президентом Европейской ассоциации социальных антропологов (1989). Неоднократно появлялся на телевидении и радио BBC, а также регулярно выступал в качестве рецензента для London Review of Books, Times Literary Supplement и Wall Street Journal. Заявлял, что «большая часть современной антропологии отдана на откуп философам-идеалистам».
Супруга — также антрополог Джессика Купер (1944—2013).
Работы посвящены антропологической теории, истории антропологии в США и Великобритании, а также обществам и культурам Южной Африки. Проводил полевые исследования на Ямайке и Маврикии.
Опубликовал более ста статей.
Автор/редактор 19 книг, в частности автор книг «Политика в калахарской деревне» (1970) и «Перемены на Ямайке» (1976), The Museum of Other People: From Colonial Acquisitions to Cosmopolitan Exhibitions (Profile Books, 2023), монографий «Антропологи и антропология. Британская школа: 1922—1972» (1973) и «Жёны в обмен на скот» (1982), «Изобретение примитивного общества», «Инцест и влияние: личная жизнь в буржуазной Англии» (Harvard University Press, 2009), соредактор сборника «Советы в действии» (1971) и «Энциклопедии социальных наук» (1985).
- Anthropology and Anthropologists: The British School in the Twentieth-Century (Routledge, 2014; 4-е изд.)